# Rudolf Rometsch
Rudolf Rometsch (* 9. November 1917 in Basel; † 7. Juli 1997 in Grindelwald) war ein Schweizer Chemiker, der in der Nuklearindustrie arbeitete.

## Leben
Rometsch war Sohn eines Beamten. Er studierte physikalische Chemie und promovierte 1943 an der Universität Basel mit Untersuchungen über optisch aktive Diphenyl-Verbindungen. Nach 1945 baute er für das Pharma-Unternehmen Ciba ein Labor für Radioisotope auf und war zeitweise auch an der ETH Zürich tätig. 1959 wurde er als Leiter der Forschungsabteilung an die Eurochemic im belgischen Mol berufen. Von 1964 bis 1969 war er geschäftsführender Direktor der Wiederaufarbeitungsanlage. Danach ging er als stellvertretender Generaldirektor der Internationalen Atomenergie-Organisation nach Wien. Als Leiter der Hauptabteilung für Sicherheitsmaßnahmen und Inspektion war er maßgeblich am Aufbau des Safeguard-Inspektionskontrollsystems beteiligt. Von 1978 bis 1988 war er Präsident der Nationalen Genossenschaft für die Lagerung radioaktiver Abfälle (Nagra).

## Veröffentlichungen
- Nukleare Entsorgung Schweiz (1983)
- Endlager und Zeitmassstäbe der Erdgeschichte (1988)